# Superliga e Futbollit të Kosovës 2020-2021
La Superliga e Futbollit të Kosovës 2020-2021 (chiamata ufficialmente IPKO Superliga e Futbollit të Kosovës per motivi di sponsorizzazione) è stata la 22ª edizione del massimo campionato di calcio kosovaro, iniziata il 18 settembre 2020 e terminata il 23 maggio 2021. Il Drita era il detentore del titolo. Il Prishtina ha conquistato il trofeo per l'undicesima volta, la quinta dopo l'indipendenza.

## Stagione

### Novità
Al termine della stagione 2019-2020, sono retrocessi Flamurtari Prishtina, Ferizaj, Vushtrria e Dukagjini. Dalla Liga e Parë sono stati promossi Arbëria e Besa Peć. Di conseguenza, il numero di squadre è sceso a 10.

### Regolamento
Le 10 squadre partecipanti si sfidano in un doppio girone di andata e ritorno per un totale di 36 giornate.

La squadra campione del Kosovo si qualifica per il turno preliminare della UEFA Champions League 2021-2022.

La squadra seconda classificata si qualifica per il primo turno di qualificazione della UEFA Europa Conference League 2021-2022.

La terz'ultima classificata disputa uno spareggio promozione/retrocessione con la vincitrice dei play-off della Liga e Parë.

Le ultime due classificate retrocedono direttamente in Liga e Parë.

## Squadre partecipanti
| Club       | Città              | Stadio                    | Stagione precedente     |
| ---------- | ------------------ | ------------------------- | ----------------------- |
| Arbëria    | Lipjan             | Stadio Sami Kelmendi      | 2º posto in Liga e Parë |
| Ballkani   | Suharekë           | Stadio Città di Suva Reka | 3º posto                |
| Besa Peć   | Peć                | Stadio Shahin Haxhiislami | 1º posto in Liga e Parë |
| Drenica    | Skënderaj          | Stadio Bajram Aliu        | 8º posto                |
| Drita      | Gjilan             | Stadio Città di Gjilan    | Campione del Kosovo     |
| Feronikeli | Drenas             | Stadio Rexhep Rexhepi     | 5º posto                |
| Gjilani    | Gjilan             | Stadio Città di Gjilan    | 2º posto                |
| Llapi      | Podujevë           | Stadio Zahir Pajaziti     | 6º posto                |
| Prishtina  | Pristina           | Stadio Fadil Vokrri       | 4º posto                |
| Trepça '89 | Kosovska Mitrovica | Stadio Riza Lushta        | 7º posto                |

## Classifica finale
|                   | Pos. | Squadra    | Pt | G  | V  | N  | P  | GF | GS | DR  |
| ----------------- | ---- | ---------- | -- | -- | -- | -- | -- | -- | -- | --- |
| Kosovo (bandiera) | 1.   | Prishtina  | 78 | 36 | 24 | 6  | 6  | 65 | 27 | +38 |
|                   | 2.   | Drita      | 76 | 36 | 22 | 10 | 4  | 59 | 28 | +31 |
|                   | 3.   | Ballkani   | 74 | 36 | 23 | 5  | 8  | 79 | 43 | +36 |
|                   | 4.   | Gjilani    | 48 | 36 | 12 | 12 | 12 | 37 | 38 | -1  |
| [ 2 ]             | 5.   | Llapi      | 43 | 36 | 13 | 4  | 19 | 49 | 56 | -7  |
|                   | 6.   | Feronikeli | 42 | 36 | 10 | 12 | 14 | 44 | 36 | +8  |
|                   | 7.   | Drenica    | 42 | 36 | 10 | 12 | 14 | 34 | 48 | -14 |
|                   | 8.   | Trepça '89 | 42 | 36 | 12 | 6  | 18 | 38 | 54 | -16 |
|                   | 9.   | Arbëria    | 40 | 36 | 11 | 7  | 18 | 42 | 58 | -16 |
|                   | 10.  | Besa Peć   | 15 | 36 | 3  | 6  | 27 | 27 | 86 | -59 |

      Campione del Kosovo e ammessa alla UEFA Champions League 2021-2022
      Ammesso alla UEFA Europa Conference League 2021-2022
  Ammessa allo Spareggio promozione/retrocessione.
      Retrocesse in Liga e Parë 2021-2022.

## Risultati

### Partite (1-18)
|            | Arb | Bal | Bes | Dre | Dri | Fer | Gji | Lla | Pri | T89 |
| ---------- | --- | --- | --- | --- | --- | --- | --- | --- | --- | --- |
| Arbëria    |     | 2-4 | 1-0 | 1-0 | 0-1 | 0-0 | 1-0 | 1-2 | 1-1 | 1-2 |
| Ballkani   | 2-1 |     | 4-1 | 5-0 | 2-0 | 3-2 | 0-4 | 4-2 | 2-1 | 2-0 |
| Besa Peć   | 0-3 | 1-4 |     | 0-0 | 1-4 | 1-1 | 1-2 | 2-2 | 0-2 | 2-1 |
| Drenica    | 0-1 | 1-2 | 2-1 |     | 0-3 | 1-0 | 0-0 | 0-1 | 1-0 | 2-1 |
| Drita      | 1-1 | 2-1 | 3-1 | 4-1 |     | 1-1 | 0-0 | 1-0 | 0-0 | 1-0 |
| Feronikeli | 1-0 | 1-1 | 3-0 | 2-2 | 1-2 |     | 4-0 | 1-0 | 1-2 | 2-0 |
| Gjilani    | 3-1 | 0-0 | 1-0 | 1-0 | 2-3 | 0-0 |     | 2-0 | 0-3 | 0-0 |
| Llapi      | 2-0 | 1-3 | 2-0 | 0-1 | 1-2 | 3-2 | 0-1 |     | 0-2 | 5-0 |
| Prishtina  | 1-0 | 2-1 | 4-0 | 3-0 | 1-1 | 0-0 | 0-2 | 0-0 |     | 4-2 |
| Trepça 89  | 0-2 | 4-3 | 4-2 | 0-0 | 0-1 | 0-0 | 3-0 | 1-0 | 1-0 |     |

### Partite (19-36)
|            | Arb | Bal | Bes | Dre | Dri | Fer | Gji | Lla | Pri | T89 |
| ---------- | --- | --- | --- | --- | --- | --- | --- | --- | --- | --- |
| Arbëria    |     | 2-6 | 2-1 | 1-1 | 1-3 | 0-3 | 3-4 | 3-2 | 0-4 | 0-1 |
| Ballkani   | 2-3 |     | 4-1 | 2-1 | 0-0 | 1-0 | 1-0 | 1-0 | 0-1 | 4-3 |
| Besa Peć   | 0-3 | 0-3 |     | 1-2 | 1-1 | 2-1 | 1-0 | 1-4 | 0-3 | 1-2 |
| Drenica    | 1-1 | 2-1 | 0-0 |     | 0-3 | 1-1 | 0-0 | 4-2 | 0-1 | 2-0 |
| Drita      | 2-0 | 1-1 | 3-1 | 1-1 |     | 3-1 | 2-0 | 1-0 | 1-2 | 1-2 |
| Feronikeli | 0-1 | 0-2 | 3-1 | 1-3 | 0-1 |     | 1-1 | 4-0 | 2-0 | 3-0 |
| Gjilani    | 1-1 | 1-1 | 5-1 | 0-0 | 1-1 | 1-0 |     | 0-2 | 1-2 | 2-1 |
| Llapi      | 4-3 | 1-0 | 1-0 | 3-3 | 2-4 | 1-1 | 3-1 |     | 1-3 | 2-1 |
| Prishtina  | 2-0 | 2-5 | 5-1 | 3-1 | 2-0 | 2-1 | 0-0 | 2-0 |     | 3-1 |
| Trepça 89  | 1-1 | 0-2 | 1-1 | 2-1 | 0-1 | 0-0 | 2-1 | 1-0 | 1-2 |     |

## Spareggio promozione-retrocessione
|           | Risultati       |            | Luogo e data             |
| --------- | --------------- | ---------- | ------------------------ |
| Dukagjini | 1 - 1 (4-3 dcr) | Trepça '89 | Pristina, 28 maggio 2021 |
|           |                 |            |                          |

## Statistiche

### Individuali

#### Classifica marcatori
Fonte:
| Gol |  |  | Giocatore        | Squadra    |
| --- |  |  | ---------------- | ---------- |
| 31  |  |  | Mirlind Daku     | Ballkani   |
| 12  |  |  | Marko Simonovski | Feronikeli |
| 10  |  |  | Marclei          | Arbëria    |
| 10  |  |  | Otto John        | Prishtina  |
| 9   |  |  | Betim Haxhimusa  | Drita      |
| 9   |  |  | Gerhard Progni   | Gjilani    |
| 9   |  |  | Leotrim Kryeziu  | Prishtina  |
| 8   |  |  | Ardit Tahiri     | Besa Pec   |
| 8   |  |  | Kastriot Rexha   | Drita      |
| 8   |  |  | Besnik Krasniqi  | Prishtina  |